# Торитэндзё-дзи
Торитэндзё-дзи (яп. 忉利天上寺) — головной храм буддийской школы Майя-сан Сингон-сю, расположенный в квартале Майя района Нада-ку города Кобе префектуры Хёго. В Японии только в этом храме статуя госпожи Майя (матери Будды) является главным объектом поклонения. Другое распространенное название храма – Тэндзёдзи.

## История

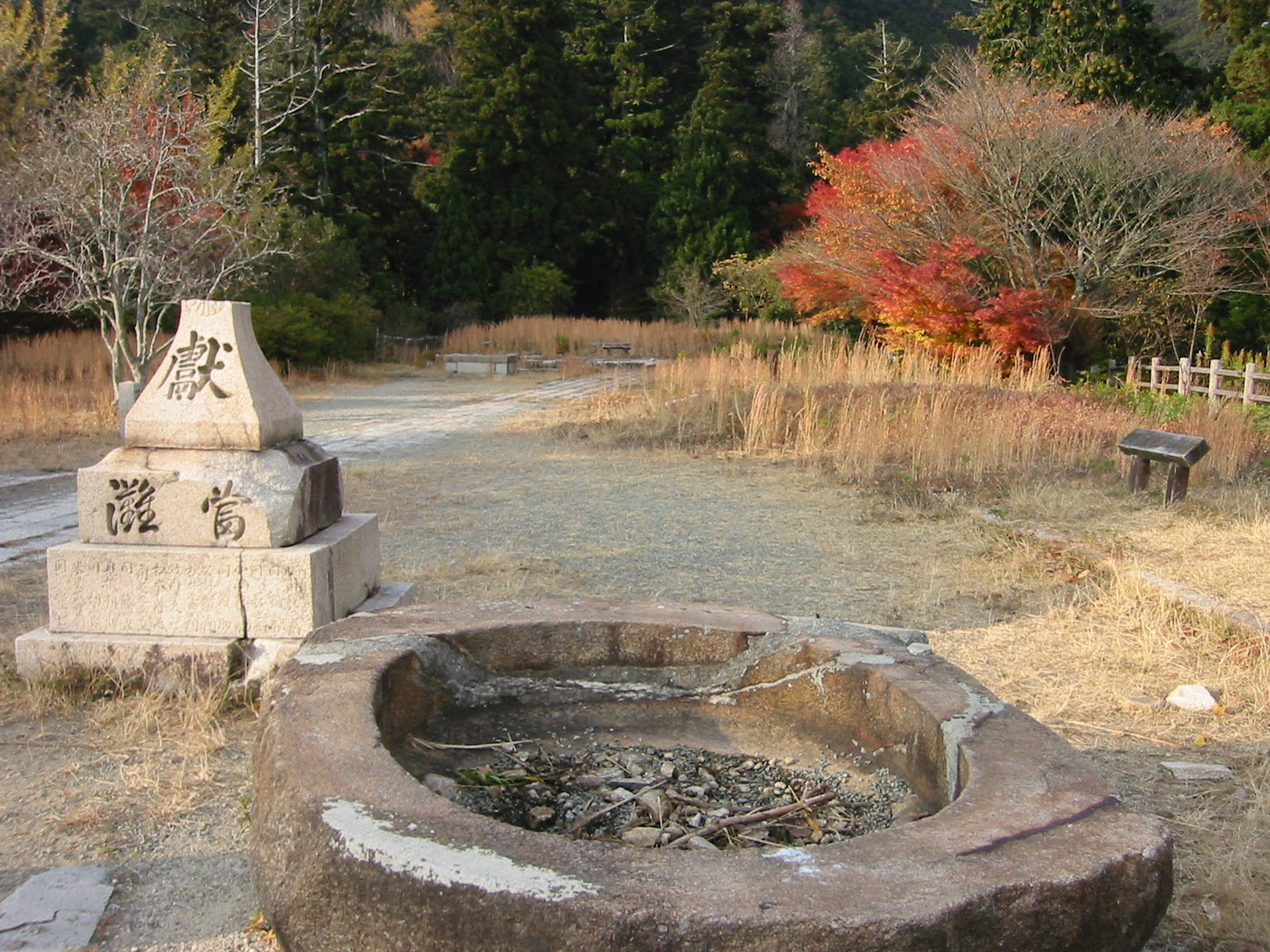
Руины бывшего Тэндзёдзи

Храм Торитэндзё-дзи был построен легендарным индийским отшельником в 646 году, в соответствии с пожеланием императора Котоку. Позже, когда Кукай отправился в Танский Китай, он привёз оттуда статую госпожи Майя, созданную Сяо Янем, первым императором династии Лян, и поместил её в этом храме. Считалось, что именно поэтому гора стала называться «гора Майя» (яп. Майя-сан). Храм получил свое название в честь того, что Майя сделала реинкарнацию в Тори-Тэн (одно из шести небес царства желаний).
По одной из версий этот храм служил замком Майясан-дзё, который получил известность в связи с битвой при горе Майя (между армией сёгуната и родом Акамацу) в конце эпохи Камакура. Во время его расцвета, во владении Тэндзё-дзи было множество небольших храмов и строений, в которых жили монахи - храм насчитывал 3000 монахов и был самым большим храмом в области Сэтцу. В период Эдо генерал Иэмицу Токугава выбрал его «защитным храмом» области Сэтцу.
30 января 1976 года, рано утром, храмовый комплекс (кроме Ворот Дэва, нескольких небольших храмов и храмовых кухонь), сгорел дотла в результате поджога. Его передвинули и перестроили примерно в километре к северу от бывшего месторасположения, и сейчас он находится в местности Майя-бэцусан. На месте руин теперь расположен парк.

## Главные объекты поклонения
Главные объекты поклонения в храме Торитэндзё-дзи – “статуя бодхисаттвы Каннон с одиннадцатью лицами” и “статуя матери Будды госпожи Майя”. Высота статуи бодхисаттвы Каннон с одиннадцатью лицами – около шести сантиметров. Эта золотая статуя – «сокровенный будда» и обычно ее нельзя осматривать. “Статуя матери Будды госпожи Майя” – большая, ярко окрашенная статуя высотой в человеческий рост. В 1967 году обе статуи сгорели в результате пожара и позднее были воссозданы.